# 现代医学教育博物馆

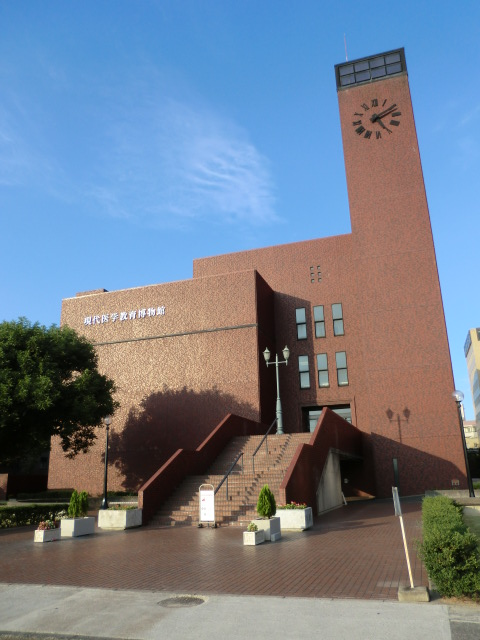
现代医学教育博物馆

现代医学教育博物馆（英語：Medical Museum of Kawasaki Medical School）是一座位于日本冈山县仓敷市的医学主题博物馆，也是日本唯一医学教育博物馆。

## 历史
1980年川崎医科大学创立十周年时建立，位于冈山县仓敷市松岛字立沟627番地1，目前由学校法人川崎学园运营，收藏1,800件标本。

## 历届馆长
1. 川崎祐宣（1981年-）
2. 柴田进（1989年-）
3. 望月义夫（1995年-）
4. 山下贡司（1997年-）
5. 植木宏明（2005年-）
6. 福永仁夫（2016年-）[1]

## 交通
- 西日本旅客鐵道山陽本線中庄站